# Vaselina
A vaselina ou gelatina de petróleo é uma parafina líquida: é oleaginosa, límpida, incolor, não fluorescente, inodoro quando frio, (mas apresenta leve odor de petróleo quando aquecido) e insípido. Insolúvel na água e no álcool, miscível com a exceção do óleo de rícino, solúvel no éter, clorofórmio, éter de petróleo e nos óleos essenciais.
Por ser uma mistura, apresenta ponto de fusão não definido, observando-se um amolecimento perto dos 36 °C e completando-se a passagem ao estado líquido acima dos 60 °C. O ponto de ebulição é acima dos 350 °C.
A vaselina é hidrófoba, ou seja, praticamente não se dissolve em água, e é menos densa que esta (0,9 g/cm3).
É usada como base em muitos produtos cosméticos.

## História
A primeira referência ao nome (Vaseline) está relacionada com o inventor da geleia de petróleo (petroleum jelly), Robert Chesebrough através de uma patente dos Estados Unidos para o processo de fabrico (U.S. Patent 127568) em 1872.
Supõe-se que a palavra provenha do alemão Wasser (água) e do grego έλαιον [elaion] (óleo)
Em 1859, Chesebrough foi aos campos petrolíferos em Titusville (Pensilvânia), e aí soube que um resíduo chamado "rod wax" era usado pelos trabalhadores dos campos petrolíferos para curar cortes, feridas e queimaduras. Chesebrough levou amostras do "rod wax" para Brooklyn, extraiu a geleia de petróleo (petroleum jelly) utilizável, e começou a fabricar o produto medicinal a que chamou "Vaseline".
A vaselina, sob o nome comercial "Vaseline", foi feita pela Chesebrough Manufacturing Company até esta ter sido comprada pela Unilever em 1987.